# 사막의 라이온
《사막의 라이온》(영어: Lion of the Desert, 혹은 영어: Omar Mukhtar 또는 Omar Mukhtar: Lion of the Desert, 아랍어: أسد الصحراء)은 리비아와 미국에서 제작한 1981년 서사 시대극 전쟁 영화이다. 무스타파 아카드가 연출과 제작을 맡고, 앤서니 퀸이 이탈리아 왕국 육군에 저항한 베두인 지도자 오마르 무크타르 역으로 출연하였다. 이 영화는 비평가들로부터 긍정적인 평가를 받았으나 박스 오피스에서는 좋은 성적을 거두지 못했다.
이 영화는 1982년 이탈리아에서 상영이 금지되었으며, 줄리오 안드레오티는 이 영화가 “이탈리아 육군의 명예를 훼손한다”고 표현하였다. 30여 년이 지난 2009년 텔레비전 위성 방송 스카이 이탈리아를 통해서 방영되면서 해금되었다.

## 줄거리
1929년 로마 제국의 영광을 재현하려는 이탈리아 파시스트 독재자 베니토 무솔리니는 사누시 중심 리비아 저항 세력과 전투 중 로돌포 그라치아니 장군을 여섯 번째 리비아 총독으로 임명한다. 이탈리아는 포로들을 살해하고 강제 수용소를 운영하며 잔혹한 전쟁 범죄와 집단 학살을 자행한다. 본업은 교사인 오마르 무크타르는 저항군을 이끌며 이탈리아 왕국 육군에 대항한다. 이들 리비아 아랍인들과 베르베르인들의 구식 무기는 이탈리아군의 기갑 부대에 한참 뒤처지지만 무크타르는 빼어난 유격전술로 이를 만회한다.

## 출연진
- 앤서니 퀸 - 오마르 무크타르 역
- 올리버 리드 - 로돌포 그라치아니 장군 역
- 이리니 파파 - 마브루카 역
- 라프 발로네 - 디오디에체 대령 역
- 로드 스타이거 - 베니토 무솔리니 역
- 존 길구드 - 샤리프 엘가리아니 역
- 앤드루 키어 - 살렘 역

## 기타 제작진
- 협력 제작: 나힐라 마이 알자브리(크레디트 미기재)
- 미술: 시드 케인, 마리오 가르불리아
- 의상: 피에로 치콜레티, 하산 벤다르다프, 오리에타 나살리로카

## 사운드트랙
작곡은 모리스 자르가 맡았다. 영화에는 조비네차, 왕의 행진곡, 오솔레미오도 나오지만 크레디트에는 오르지 않았다.
LP 제1판 곡 목록
SIDE 1 (19:12)
1. Omar the Teacher
2. Italian Invasion
3. Resistance
4. The Lion of the Desert

SIDE 2 (19:33)
1. The Displacement
2. The Concentration Camp
3. The Death
4. March of Freedom

CD 제1판 곡 목록
1. Omar the Teacher (04:26)
2. Prelude: Libya 1929 (02:24)
3. The Execution of Hamid (05:04)
4. Desert Ambush (01:46)
5. Omar Enters Camp (04:15)
6. The Empty Saddle (01:49)
7. March to Demination (05:19)
8. Ismail's Sacrifice (02:36)
9. I Must Go (02:27)
10. Graziani's Triumph (01:41)
11. Entr'acte (02:19)
12. Concentration Camp (03:15)
13. Italian Invasion (01:32)
14. Starvation (00:53)
15. The Hanging (01:27)
16. General Graziani (03:00)
17. Charge (01:23)
18. Phoney Triumph (04:38)
19. Omar's Wife (03:22)
20. Omar Taken (02:38)
21. The Death of Omar (01:38)
22. March of Freedom (With Choir) (03:59)

## 반응
역사가 앨릭스 본턴즐먼은 영화가 당시 이탈리아의 식민주의와 리비아의 저항 운동을 대체로 정확하게 묘사했다고 평가하였다.
리뷰 애그리게이터 웹사이트 로튼 토마토에서 리뷰 8편을 바탕으로 75%의 지지도를 얻었다.

## 우리말 녹음
KBS 성우진 (1987년 2월 28일)
- 이치우 - 무크타르 (앤서니 퀸)
- 유강진 - 그라치아니 (올리버 리드)
- 박상일 - 디오디에체 (라프 발로네)
- 이종성 - 살렘 (앤드루 키어)
- 황원 - 무솔리니 (로드 스타이거)
- 김민규 - 엘가리아니 (존 길구드)
- 이강룡
- 김규식
- 문영래
- 오세홍
- 백진
- 윤기황
- 홍영란